# Incursión en Cherchell
La incursión en Cherchell de 1530 fue un ataque de una flota genovesa, española y francesa liderada por Andrea Doria sobre el puerto otomano de Cherchell, en Argelia. La expedición sufrió graves pérdidas en tierra, aunque logró liberar a gran cantidad de prisioneros españoles de Cherchell e impedir una gran armada contra Cádiz que estaba preparando el almirante otomano Jeireddín Barbarroja.
Entre las fuentes modernas, algunas dan esta operación como una victoria cristiana, mientras que otras la dan como una victoria turca. Francia también estaba presente como parte de un doble juego, en el que intentaba cortejar a los poderes cristianos mientras trataba secretamente con los otomanos.

## Trasfondo
En 1530, el gran almirante turco, Barbarroja, hizo llamar desde a Regencia de Argel a los corsarios del Túnez otomano, acudiendo Sinan Reis el Judío desde Yerba y Alí Caramán desde Túnez ciudad, y entre los tres juntaron 10 galeras y 60 galeotas con vistas a atacar y saquear Cádiz. Desde la flota se envió a Caramán con 25 naves para reaprovisionarse en el vecino puerto de Cherchell.
Mientras tanto, el almirante genovés Andrea Doria partía desde Génova con una flota multinacional de Carlos I de España y V de Alemania en rara alianza con el reino de Francia, por entonces en paz con España. El rey Francisco I de Francia, que mantenía escandalosos tratos con el sultán otomano Solimán el Magnífico, y por tanto con Barbarroja, participaba con trece galeras para tratar de demostrar que tal alianza no existía, aunque poco después dejaría de intentar ocultarlo.
Doria tenía órdenes imperiales de capturar a Barbarroja por la derrota de Rodrigo de Portuondo, pero al averiguar en Mallorca que la armada otomana estaba dividida entre Argel y Cherchell, decidió dar un golpe de efecto en esta última por ser el contingente enemigo inferior en fuerzas y mando.

## Batalla
Al ver llegar la flota de Doria, Caraman inicialmente creyó que se trataba el resto de la flota de Barbarroja, pero al darse cuenta de su error ordenó dar la alarma. Desherró a los galeotes cristianos, alrededor de 800 en total, y los encerró con idea de usarlos para negociar, mientras que a los barcos los hizo barrenar para impedir su captura. Los turcos se hicieron fuertes en la alcazaba de Cherchell y enviaron a pedir socorro.
Abriéndose paso hacia el puerto de Cherchell con su artillería, Doria se hizo con las dos galeras y siete fustas que los turcos no habían hundido, tras lo que desembarcó tres compañías de soldados recién reclutados bajo el mando de Giorgio Palavicino. Los cristianos se hicieron con el pueblo sin violencia, asaltaron las mazmorras y liberaron a los prisioneros, que embarcaron rápidamente en las galeras imperiales, no viendo la hora de volver a sus patrias. El resto de los soldados se dispersaron para saquear la ciudad.
Doria hizo entonces la señal de volver a las naves, pero los soldados le desobedecieron y continuaron desperdigados, ocasión que los turcos aprovecharon para atacarles desprevenidos con infantería y caballería regional y provocar el caos, abatiendo a no menos de 400 y capturando a 70, entre ellos el propio Palavicino, sobreviviendo los que llegaron a las galeras. Doria ordenó entonces zarpar para motivar al resto de los hombres a recuperar la disciplina, pero al resultar inútil, partió de vuelta a España.

## Consecuencias
La expedición turca a Cádiz tuvo que ser cancelada a causa del desbarate de Alí Caramán y sus navíos. La propia incursión imperial no había resultado muy lucida debido a su propio descalabro y bajas, pero lo compensó el apresamiento de la flota de Ali y liberación de los galeotes, que desembarcaron en Málaga poco después.
Por su parte, furioso por las pérdidas y por tener que abandonar la empresa de Cádiz, Barbarroja envió a corsarios a saquear la costa de Génova, pero no logró capturar más que dos naos. Conociendo que su situación era precaria por rumores de un posible ataque imperial a Argel, el almirante turco se desquitó ejecutando a sus prisioneros cristianos, entre ellos a Domingo de Portuondo, hijo de Rodrigo, y al capitán Martín de Vargas, que se negó a convertirse al islam. Al mismo tiempo supo que varios cautivos tramaban una rebelión en Argel, por lo que también a éstos los ejecutó.
En 1534, Barbarroja capturó Túnez, puerto altamente estratégico en el Mediterráneo, convirtiéndolo en su nueva base. Sin embargo, otra flota cristiana al mando de Doria, con Francia ya ausente debido a su alianza con el imperio otomano, conquistaría la plaza dos años después.